# AMPA-receptorn
AMPA-receptorn (AMPA är en förkortning för α-amino-3-hydroxi-5-metyl-4-isoxazol-propansyra) är en jonkanalkopplad receptor för glutamat som uttrycks av många typer av centrala neuron. Receptorn består av fyra olika subenheter av olika klasser. Aktivering av AMPAR ger inflöde av natrium vid aktiverade synapser vilket leder till membrandepolarisering. Vissa kombinationer av AMPAR-subenheter är också genomsläppliga för kalcium.